# John R. Huizenga

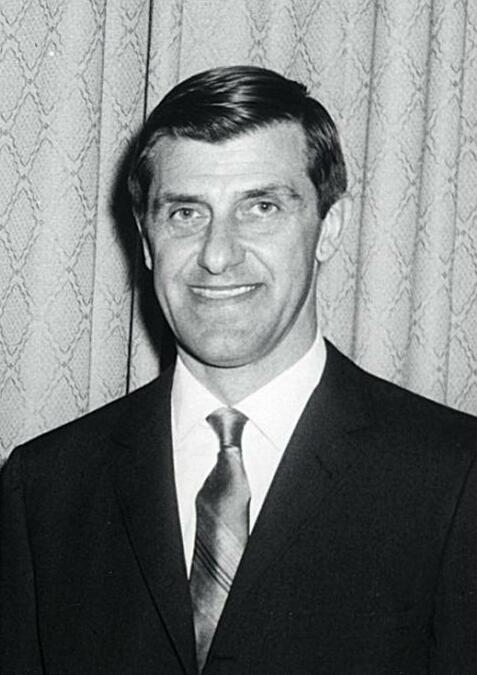
John R. Huizenga (1966)

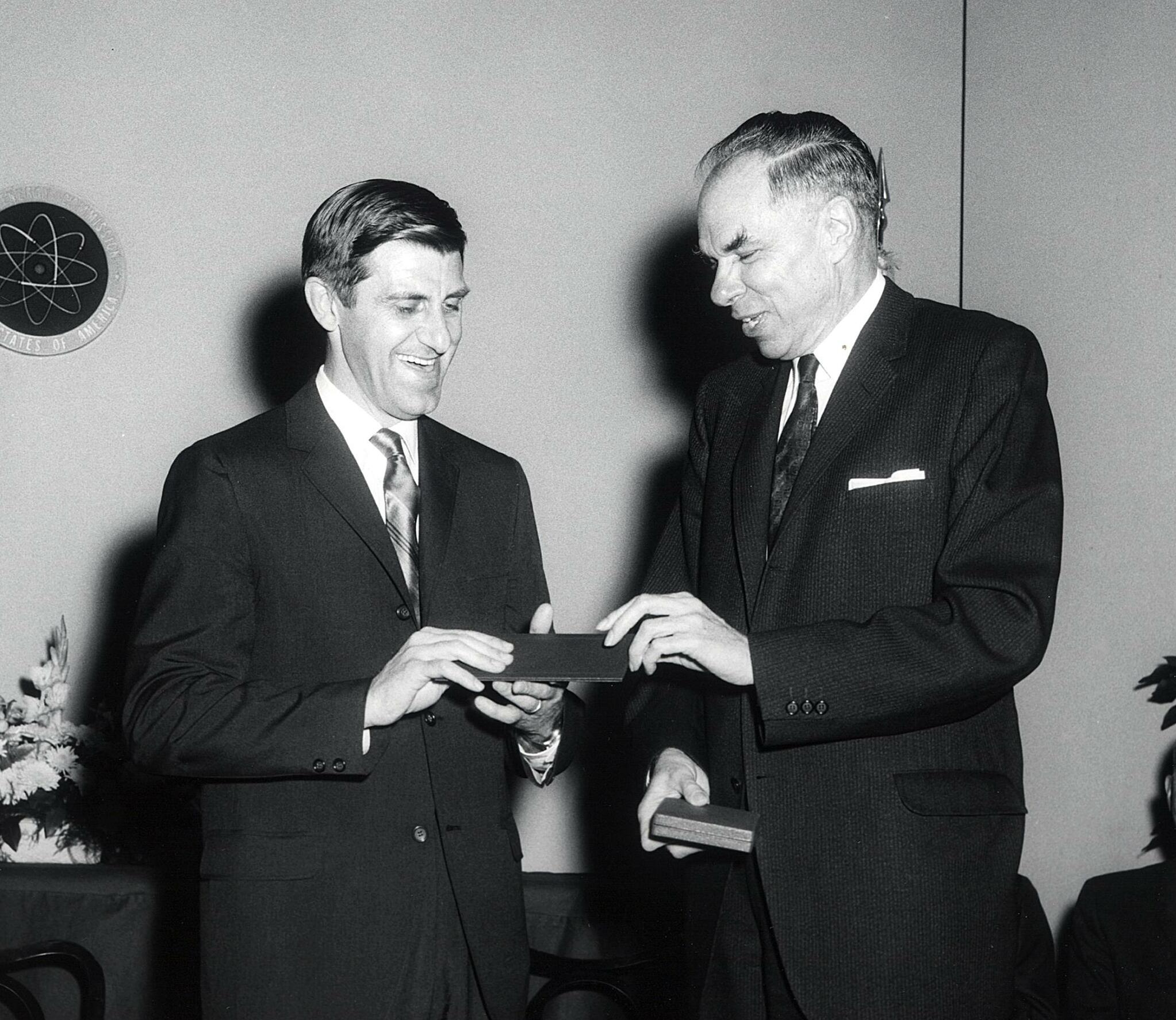
Huizenga (links) wird 1966 von Glenn T. Seaborg mit dem Ernest Orlando Lawrence Award ausgezeichnet für „herausragende Leistungen bei der Aufklärung von Kernspaltungsprozessen, insbesondere bei der Untersuchung der Spontanspaltung.“

John Robert Huizenga (* 21. April 1921 in Fulton, Illinois; † 25. Januar 2014) war ein US-amerikanischer Physiker, der am Manhattan-Projekt mitgearbeitet und die vermeintliche Beobachtung von Kalter Fusion widerlegt hat. Huizenga war ein Experte in der Physik der Kernspaltung.

## Leben
John Robert Huizenga wurde auf einer Farm in der Nähe von Fulton (Illinois) als Sohn von Henry und Josie (Brands) Huizenga geboren. Er besuchte die Erie High School und die Morrison High School, die er 1940 abschloss. Er setzte seine Ausbildung am Calvin College (heute: Calvin University) in Michigan fort, das er 1944 mit einem Bachelor abschloss. Die Verbindung zum Calvin College blieb auch später bestehen, beispielsweise durch die Zusammenarbeit mit seinem Freund und späteren Professor am Calvin College, Roger Griffioen im Bereich Kernforschung. Das Calvin College ernannte ihn 1975 zum Distinguished Alumni.
Zusammen mit anderen Calvin-Studenten wurde er nach seinem Abschluss angeworben, um für das Manhattan-Projekt in Oak Ridge (Tennessee) zu arbeiten, das sich mit der Herstellung von hoch angereichertem Uran befasste. Nach seiner Zeit in Oak Ridge setzte er seine Ausbildung an der University of Illinois fort und erwarb 1949 einen Doktortitel in Physikalischer Chemie. Nach Abschluss seines Studiums war er an der University of Chicago und am Argonne National Laboratory tätig. Im Jahr 1967 wurde er Professor für Chemie und Physik an der University of Rochester. Von 1983 bis 1988 war er Leiter des Fachbereichs Chemie, danach trat er als Tracy H. Harris Professor (später Professor Emeritus) in den Ruhestand.
Huizenga heiratete 1946 Dorothy Koeze. Sie hatten zwei Söhne und zwei Töchter. Ein Sohn, Robert Huizenga, ist ein prominenter Arzt, der unter anderem als Mannschaftsarzt des American-Football-Teams Los Angeles Raiders tätig war.
Nach seiner Pensionierung in Rochester zogen Huizenga und seine Frau nach North Carolina, wo er weiterhin in beratenden Ausschüssen großer Beschleunigerlaboratorien tätig war, an der Entlarvung des Wissenschaftsbetrugs um die Kalte Fusion arbeitete und seine Memoiren schrieb. Seine Frau starb im Jahr 1999. John Huizenga starb im Januar 2014 im Alter von 92 Jahren in San Diego (Kalifornien) an Herzversagen.

## Wirken
Während des Zweiten Weltkriegs beaufsichtigte Huizenga die Teams des Manhattan-Projekts in Oak Ridge, die an der Anreicherung jenes Urans beteiligt waren, das für die im August 1945 über Hiroshima abgeworfene Atombombe verwendet wurde.
Während seiner Zeit in Argonne gehörte Huizenga im Jahr 1952 zu jenem Team, das während der Untersuchung von Trümmern des Atomtests Ivy Mike zwei neue synthetische chemische Elemente, Einsteinium und Fermium, entdeckte. Aus Geheimhaltungsgründen wurde diese Entdeckung zunächst nicht veröffentlicht. Nachdem diese Bedenken schließlich ausgeräumt waren, erschienen die Ergebnisse in der Zeitschrift Physical Review und das Team beanspruchte damit die Entdeckung von Einsteinium und Fermium für sich.
Während seiner Zeit in Argonne war Huizenga einer der Mitgründer der Gordon Research Conferences zu Nuklearchemie und fungierte 1958 als deren Vorsitzender. 1964 erhielt er ein Guggenheim-Stipendium und nahm ein Sabbatical, um seine Studien 1964/65 als Gastprofessor an der Universität von Paris fortzusetzen.
Während seiner Professur an der University of Rochester erhielt er ein zweites Guggenheim-Stipendium, das es ihm ermöglichte, während 1973/74 an der University of California, Berkeley, der Technischen Universität München und dem Niels-Bohr-Institut in Kopenhagen zu forschen. Seine Forschung in Rochester widmete sich der Kernstruktur von Aktiniden, der Kernspaltung und den Kernreaktionen zwischen schweren Ionen.
In Rochester forschte er mit Hilfe eines Teilchenbeschleuniger, einem Tandem-Van-de-Graaff-Beschleuniger, der Kernstrahlen mit Energien von mehreren MeV pro Kern erzeugte. Die 1966 eröffnete Anlage bot ihm die Möglichkeit, sein Forschungsprogramm in der experimentellen Kernwissenschaft fortzusetzen. Die begrenzten Energien, die ihm hier zur Verfügung standen, veranlassten ihn jedoch, für seine experimentellen Arbeiten leistungsfähigere Beschleuniger wie den SuperHILAC in Berkeley und die Los Alamos Meson Physics Facility LAMPF (heute: Los Alamos Neutron Science Center LANSCE) am Los Alamos National Laboratory zu nutzen. Sein Vorschlag aktinidische Myonische Atome zu untersuchen, wurde als eines der ersten Experimente in LAMPF umgesetzt.
1989 leitete Huizenga gemeinsam mit Norman Ramsey ein vom US-Energieministerium einberufenes Gremium, das die Behauptungen zweier Chemiker der University of Utah von einer Kernfusion bei Raumtemperatur untersuchte. Die Ergebnisse des Huizenga/Ramsey-Kommission waren in Hinblick auf die Realisierung von Kalter Fusion äußerst skeptisch, aber dennoch vorsichtig:
Auf der Grundlage der Prüfung veröffentlichter Berichte, Nachdrucke, zahlreicher Mitteilungen an das Gremium und mehrerer Besuche vor Ort kommt das Gremium zu dem Schluss, dass die bisher gemeldeten experimentellen Ergebnisse von Wärmeüberschüssen aus kalorimetrischen Zellen keinen überzeugenden Beweis dafür liefern, dass aus den der Kalten Fusion zugeschriebenen Phänomenen nützliche Energiequellen entstehen werden. ... Das Gremium kommt zu dem Schluss, dass die bisher gemeldeten Experimente keine überzeugenden Beweise dafür liefern, dass die gemeldete anomale Wärme einem nuklearen Prozess zuzuordnen ist. ...

Eine Kernfusion bei Raumtemperatur, wie sie in diesem Bericht diskutiert wird, stünde im Widerspruch zu allen Erkenntnissen, die im letzten halben Jahrhundert über Kernreaktionen gewonnen wurden; sie würde die Erfindung eines völlig neuen nuklearen Prozesses erfordern.
Später veröffentlichte Huizenga ein Buch mit dem Titel Kalte Kernfusion. Das Wunder, das nie stattfand (Cold Fusion: The Scientific Fiasco of the Century).

## Auszeichnungen
Huizenga wurde 1976 in die National Academy of Sciences und 1992 als Fellow in die American Academy of Arts and Sciences gewählt. 1966 erhielt er den Ernest Orlando Lawrence Award, der von der United States Atomic Energy Commission verliehen wird. 1973 wurde er mit dem Glenn T. Seaborg Award for Nuclear Chemistry ausgezeichnet.

## Veröffentlichungen (Auswahl)
- mit Robert Vandenbosch: Nuclear Fission. Academic Press (Elsevier), 1973, ISBN 978-0-12-710850-6, doi:10.1016/B978-0-12-710850-6.X5001-1 (englisch).
- mit W. U. Schröder: Damped Nuclear Reactions. In: D. Allan Bromley (Hrsg.): Treatise on Heavy Ion Science: Volume 8: Nuclei Far From Stability. Springer US, Boston, MA 1989, ISBN 978-1-4612-8045-3.
- Cold fusion: the scientific fiasco of the century. University of Rochester Press, 1992, ISBN 1-878822-07-1.
  - Kalte Kernfusion : das Wunder, das nie stattfand. Vieweg, Braunschweig, Wiesbaden 1994, ISBN 3-528-06614-8.
- Five decades of research in nuclear science. Meliora Press, Rochester, NY 2009, ISBN 978-1-58046-320-1 (handle.net).